# Хиршфельд, Отто
Отто Гиршфельд (нем. Otto Hirschfeld; 1843—1922) — немецкий историк и археолог; член Прусской академии наук.

## Биография
Отто Гиршфельд родился 16 марта 1843 года в городе Кёнигсберге в еврейской семье. Учился сперва в университете родного города, затем в университетах Бонна и Берлина. В 1863 году он защитил в Кенигсбергском университете докторскую диссертацию.

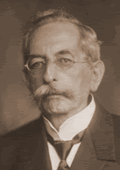
О. Хиршфельд

Приняв в 1869 году христианство, Хиршфельд получил кафедру древней истории в Геттингенском университете, затем занимал ту же кафедру в Праге, Вене и с 1885 года — в Берлинском университете.
Выдающийся знаток римской истории, Хиршфельд, согласно «Еврейской энциклопедии Брокгауза и Ефрона», считался «лучшим учеником Моммзена», кафедру которого он и занимал и полное собрание сочинений которого издал.
Наиболее ценные работы Хиршфельда относятся к разъяснениям латинских надписей на раскопках, которыми он нередко лично руководил. В 1876 году в Венском университете Хиршфельд в сотрудничестве с Александром Конце учредил археолого-эпиграфический семинар, а также наладил выпуск «Сообщений семинара» (Epigraphisch-Archäologische Mitteilungen).
Заслуги учёного были отмечены членством в Прусской академии наук.
Отто Гиршфельд умер 27 марта 1922 года в городе Берлине.